# Димитър Янъков
Вижте пояснителната страница за други личности с името Димитър Гачев.
Димитър Гачев Янъков е български юрист и общественик.
Роден е на 15 октомври 1856 г. в Брацигово. Син е на Гачо Янъков, участник в Априлското въстание. Започва образованието си в родния град Брацигово, след това в Пловдив, три години учителства като директор на Брациговската и Пещерската смесена прогимназия. Впоследствие продължава образованието си в Екс ан Прованс (Франция). В един випуск с Никола Мушанов, през 1892 г. завършва правния факултет с титлата „Лисансие на правото“. След завръщането си се отдава на държавна служба и заема съдебни длъжности, като член и председател на окръжни съдилища, като член и заместник-прокурор при апелативните съдилища в Пловдив и Русе и като държавен адвокат. По-късно като адвокат на частна практика се отдава на политическа дейност в редовете на Прогресивнолибералната партия, като е назначен в Тричленната комисия. След разформироване на демократическия общински съвет, става член на Софийското бюро на Прогресивнолибералната партия.
През 1911 г. е назначен за помощник-кмет на Софийската община. В качеството си на такъв, освидетелства смъртта на Лора Каравелова.
Той е първият Софийски държавен адвокат (прокурор) от 30 декември 1918 до 29 март 1928 г.
Почива през 1941 г. Погребан е в Централните софийски гробища, парцел 35.